# Allan Leslie Cox
Pour les articles homonymes, voir Allan Cox et Cox.
Allan Leslie Cox, né le 4 octobre 1927 et mort le 10 novembre 1996, est un homme politique canadien de la Colombie-Britannique. Il est député provincial libéral dans la circonscription britanno-colombienne de Oak Bay d'une élection partielle en 1968 à 1969. 